# Felipe Araújo
Felipe Araújo, all'anagrafe Felipe Francisco Nascimento Araújo (Goiânia, 2 luglio 1995), è un cantante brasiliano.

## Biografia
Originario di Goiânia, è salito alla ribalta grazie alla hit Atrasadinha incisa con Ferrugem, che si è collocata alla vetta della classifica dei singoli brasiliana, risultando uno dei 38 brani più riprodotti del 2018 a livello nazionale e ottenendo il triplo diamante dalla Pro-Música Brasil con oltre 900 000 unità di vendita. Il brano è contenuto nel terzo album live Por enteiro, certificato triplo platino dallo stesso ente con 240 000 unità vendute. L'album dal vivo successivo Felipe Araújo in Brasília ha prodotto il singolo Mentira, anch'esso diamante per aver venduto 300 000 unità in suolo brasiliano.
Nell'ambito del Prêmio Multishow de Música Brasileira, uno dei principali riconoscimenti musicali brasiliani, Atrasadinha ha trionfato come canzone dell'anno.

## Discografia

### Album dal vivo
- 2021 – Check
- 2021 – Clube do Araújo

- 2017 – 1 dois 3
- 2018 – Esquenta do Felipe Araújo
- 2019 – Por enteiro
- 2020 – Felipe Araújo in Brasília
- 2022 – Clube do Araújo: Ao vivo
- 2024 – Última noite: Ao vivo
- 2024 – Bar do Araújo
- 2024 – Carta aberta: Volume 1

### EP
- 2020 – Felipe Araújo in Brasília
- 2020 – Eu & vocês
- 2021 – Outros 500
- 2021 – Check
- 2022 – Esquenta dois vol. 1
- 2022 – Esquenta dois vol. 2
- 2024 – Spoiler
- 2025 – Carta aberta de verão

### Raccolte
- 2024 – Felipe Araújo: Só hit

### Singoli
- 2017 – Chave cópia
- 2017 – Amor da sua cama
- 2018 – Se pegar cê chora
- 2018 – Atrasadinha (con Ferrugem)
- 2018 – Viral pisadinha (con Joey Montana)
- 2019 – Aerocorpo (con Léo Santana)
- 2019 – Não pensa, me liga! (con Clayton & Romário)
- 2019 – Casal saideira (con PH e Michel)
- 2019 – Hoje eu beberei
- 2019 – Mentira
- 2020 – Eu que lute pra prestar (con gli Attitude 67 e Analaga)
- 2020 – Você não vale (con Japinha Conde e Conde do Forró)
- 2021 – Bobo em dobro (con Tayrone)
- 2021 – Mais um (con Matheus & Kauan)
- 2021 – Pode acreditar (conexão gospel) (con Gabriela Gomes)
- 2021 – Amando individual (con Gusttavo Lima)
- 2021 – Casa com ele (con Hitmaker e MC Don Juan)
- 2021 – 7X1 (con Sorriso Maroto)
- 2021 – Credo! Que delícia! (con Pixote)
- 2021 – Natoralmente (na tora) (con Grupo Menos é Mais)
- 2021 – Ciúme tá com medo (con Alexandre Pires)
- 2022 – Sábado e domingo (con Thiaguinho)
- 2022 – Supera eu aí (con Dennis)
- 2022 – Rodadinho (con Mumuzinho)
- 2022 – B.O. (con Turma do Pagode)
- 2022 – Molde (con Ferrugem)
- 2022 – Paga de louca (con Dilsinho)
- 2022 – Uma mentira a mais (con Péricles)
- 2022 – Jingle bate e mexe
- 2022 – Até achar alguém (con MC Hariel)
- 2023 – Não tenho dúvida (con Cristiano Araújo e João Reis)
- 2023 – Saudade de sempre (con Diego & Marcel)
- 2023 – Esses caras são ligeiro (con Jorge & Mateus)
- 2023 – Cê não merece eu (con Israel & Rodolffo)
- 2023 – Saudade da coleira (con João Gabriel)
- 2023 – Última noite (con Luan Santana)
- 2023 – Desacelera (con Kaique e Felipe)
- 2024 – Ladeira acima (con Gustavo Bardim)
- 2024 – Emocionado (con Breno Ferreira)
- 2024 – Só queria você (con Felipe & Rodrigo)
- 2024 – Se eu soubesse (con Matheus Fernandes)
- 2024 – Body Splash (con Luan Pereira)
- 2024 – Copo americano (con Nattan)
- 2025 – Beba (con Rafael Quadros)